# Meineckia stipularis
Meineckia stipularis är en emblikaväxtart som först beskrevs av Radcl.-sm., och fick sitt nu gällande namn av Jean F.Brunel. Meineckia stipularis ingår i släktet Meineckia och familjen emblikaväxter. IUCN kategoriserar arten globalt som sårbar.
Artens utbredningsområde är Tanzania. Inga underarter finns listade i Catalogue of Life.